# Гуштинка
Гушти́нка — село в Україні, у Скала-Подільській селищній громаді Чортківського району Тернопільської області. Розташоване на  сході району. До 2015 підпорядковане Іванківській сільраді.
Від вересня 2015 року ввійшло у склад Скала-Подільської селищної громади.
Населення — 411 осіб (2001).

## Географія
Село розташоване на відстані 360 км від Києва, 92 км — від обласного центру міста Тернополя та 11 км від міста Борщів.

### Клімат
Для села характерний помірно континентальний клімат. Гуштинка розташована у «теплому Поділлі» — найтеплішому регіоні Тернопільської області.
| Клімат Гуштинки           | Клімат Гуштинки | Клімат Гуштинки | Клімат Гуштинки | Клімат Гуштинки | Клімат Гуштинки | Клімат Гуштинки | Клімат Гуштинки | Клімат Гуштинки | Клімат Гуштинки | Клімат Гуштинки | Клімат Гуштинки | Клімат Гуштинки | Клімат Гуштинки |
| Показник                  | Січ.            | Лют.            | Бер.            | Квіт.           | Трав.           | Черв.           | Лип.            | Серп.           | Вер.            | Жовт.           | Лист.           | Груд.           | Рік             |
| Середній максимум, °C     | −1,3            | 0,4             | 5,6             | 14,1            | 19,9            | 23,0            | 24,2            | 23,6            | 19,6            | 13,3            | 6,1             | 1,1             | 12              |
| Середня температура, °C   | −4,7            | −3              | 1,5             | 8,8             | 14,3            | 17,6            | 19,0            | 18,2            | 14,3            | 8,6             | 3,0             | −1,8            | 7               |
| Середній мінімум, °C      | −8              | −6,4            | −2,5            | 3,6             | 8,8             | 12,3            | 13,8            | 12,8            | 9,1             | 4,0             | 0,0             | −4,7            | 3               |
| Норма опадів, мм          | 33              | 32              | 32              | 53              | 73              | 100             | 99              | 64              | 53              | 34              | 35              | 38              | 646             |
| ------------------------- | --------------- | --------------- | --------------- | --------------- | --------------- | --------------- | --------------- | --------------- | --------------- | --------------- | --------------- | --------------- | --------------- |
| Джерело: climate-data.org |                 |                 |                 |                 |                 |                 |                 |                 |                 |                 |                 |                 |                 |

## Історія
На околицях села виявлено археологічні пам'ятки трипільської культури, бронзової та ранньозалізної доби.
У 1907 році в селі було засновано читальню товариства «Просвіта». Діяли також товариство «Сільський господар» та кооператив.
У 1940-1941, 1944-1959 роках село належало до Скала-Подільського району Тернопільської області. З ліквідацією району 1959 року увійшло до складу Борщівського району.
12 червня 2020 року, відповідно до розпорядження Кабінету Міністрів України № 724-р «Про визначення адміністративних центрів та затвердження територій територіальних громад Тернопільської області» увійшло до складу Скала-Подільської селищної громади.
19 липня 2020 року, в результаті адміністративно-територіальної реформи та ліквідації Борщівського району, село увійшло до складу новоутвореного Чортківського району.

## Населення
За переписом населення України 2001 року в селі мешкало 411 осіб.

### Мова
Розподіл населення за рідною мовою за даними перепису 2001 року:
| Мова       | Чисельність | Відсоток |
| ---------- | ----------- | -------- |
| українська | 410         | 99,76%   |
| білоруська | 1           | 0,24%    |
| Усього     | 411         | 100%     |

## Освіта
Працює бібліотека.

## Галерея

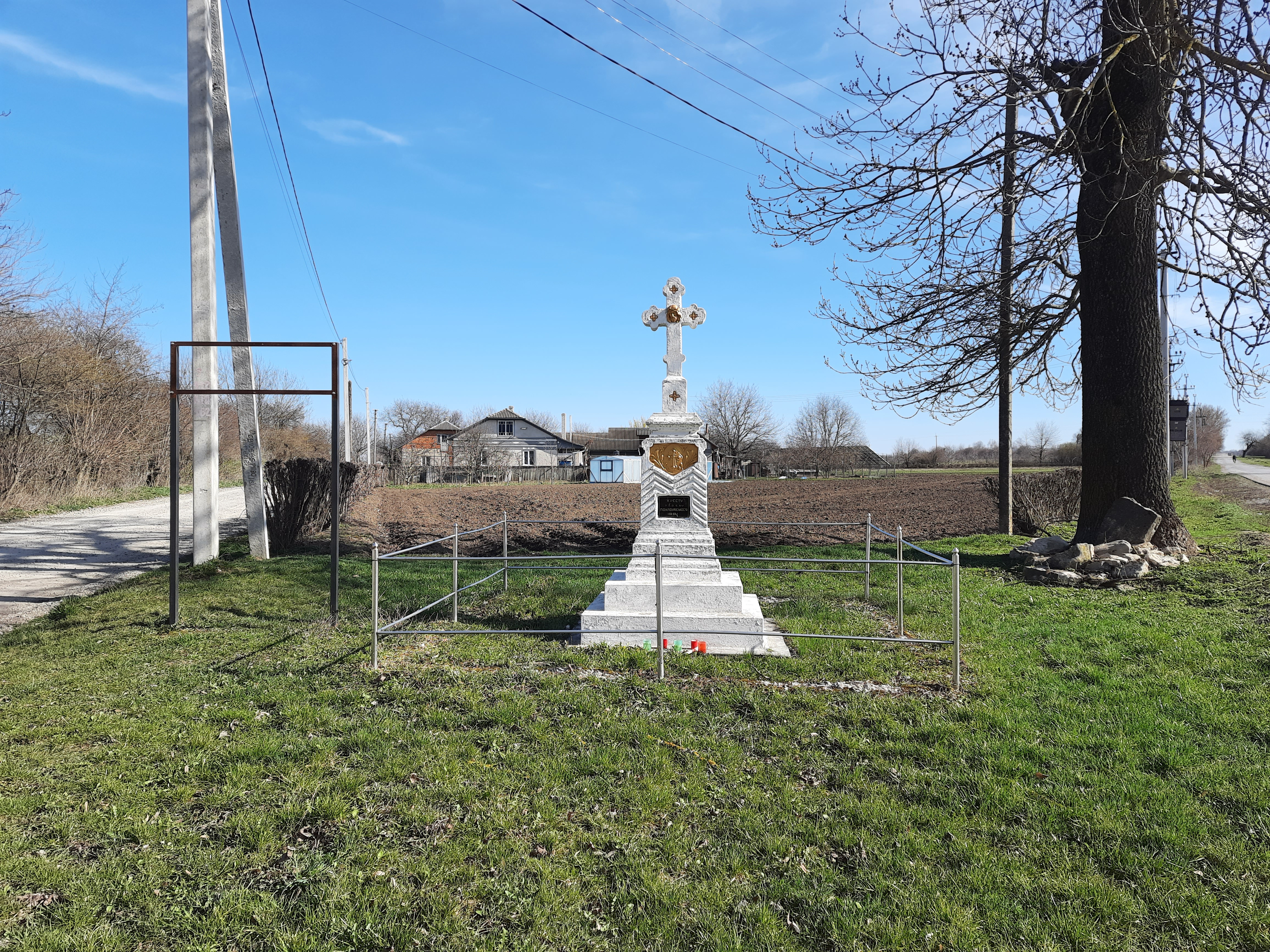
Пам'ятний хрест при в'їзді у село
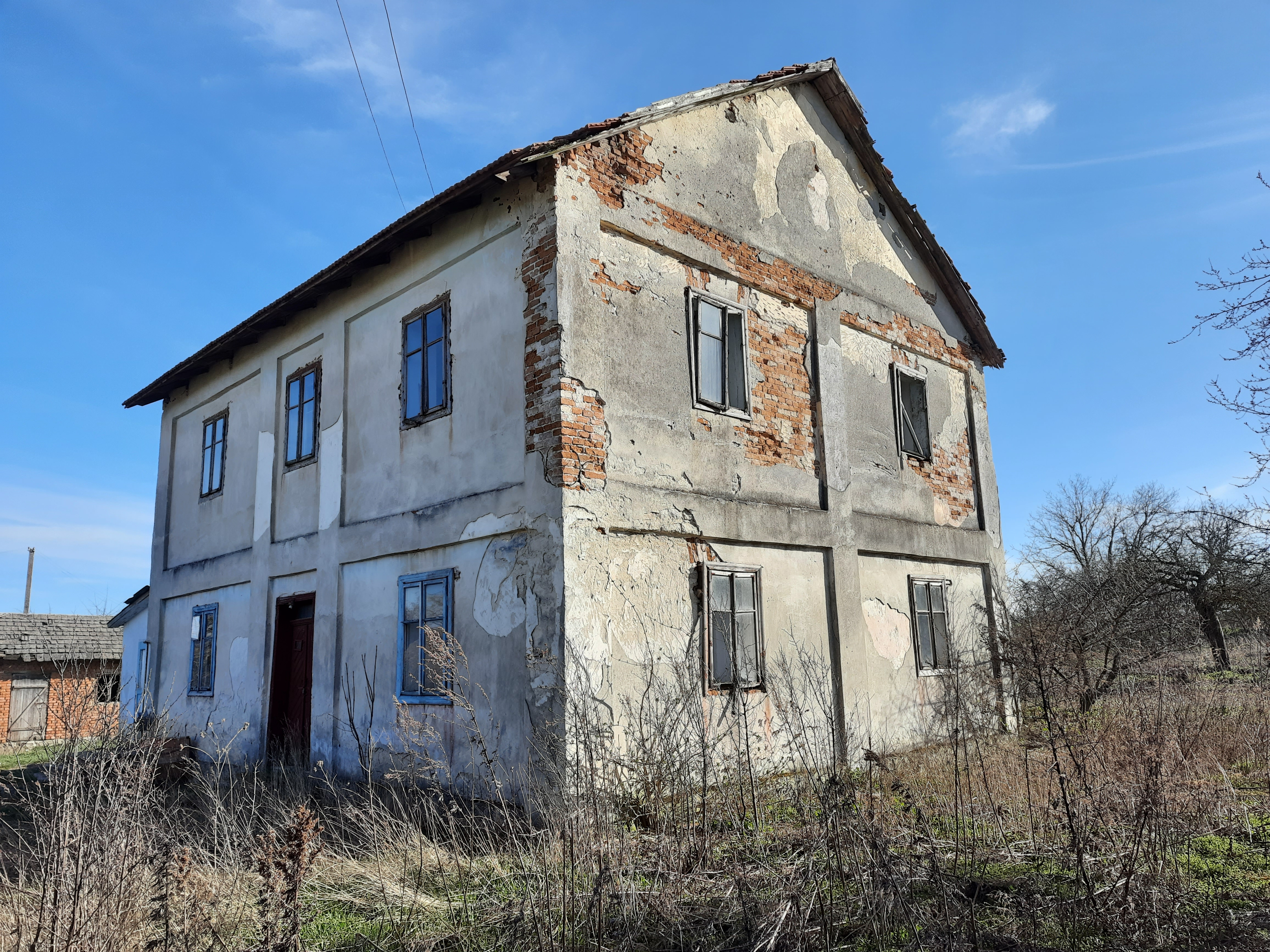
В цій будівлі мешкав управляючий панським маєтком
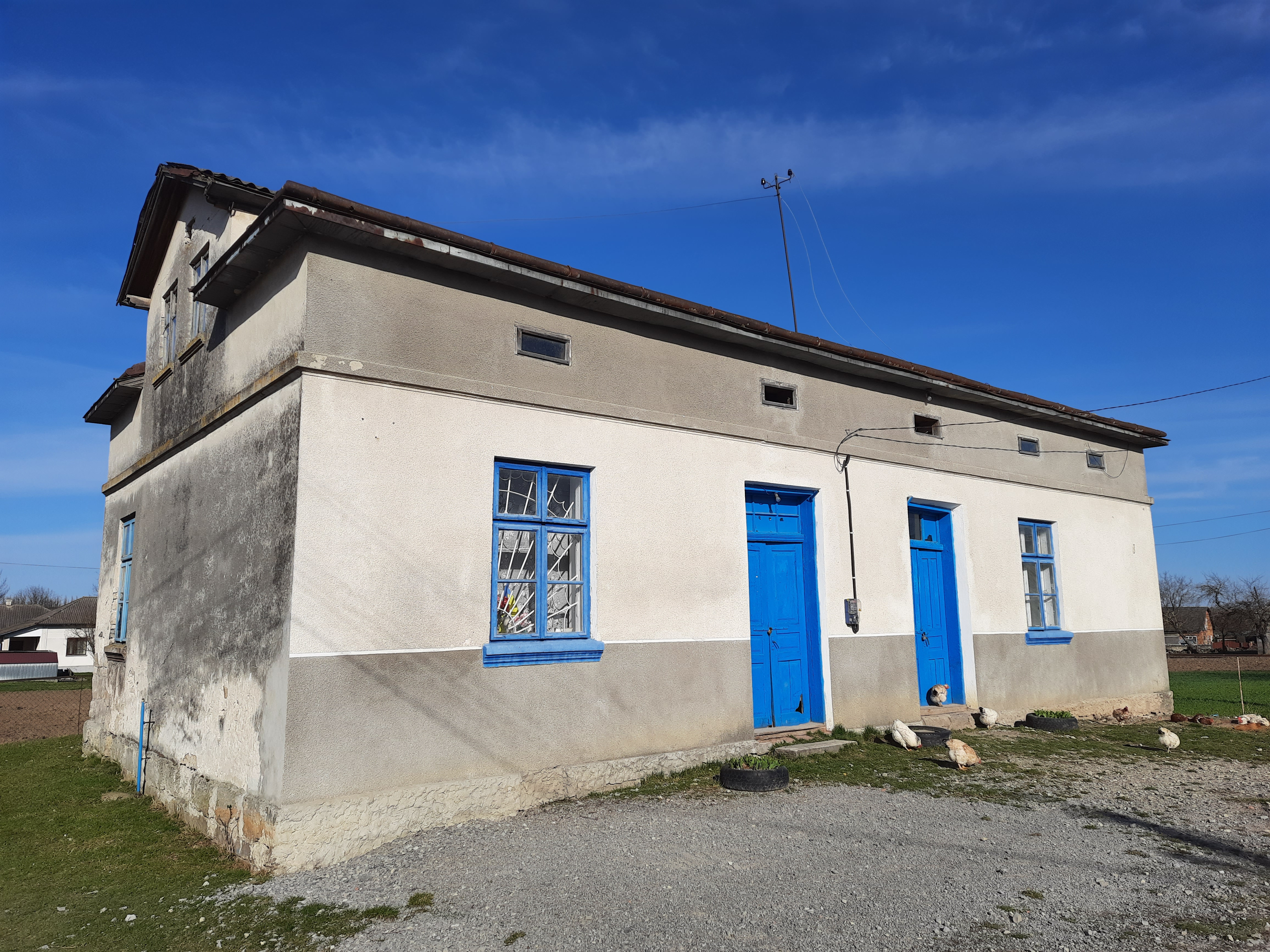
Колишня читальня "Просвіти"
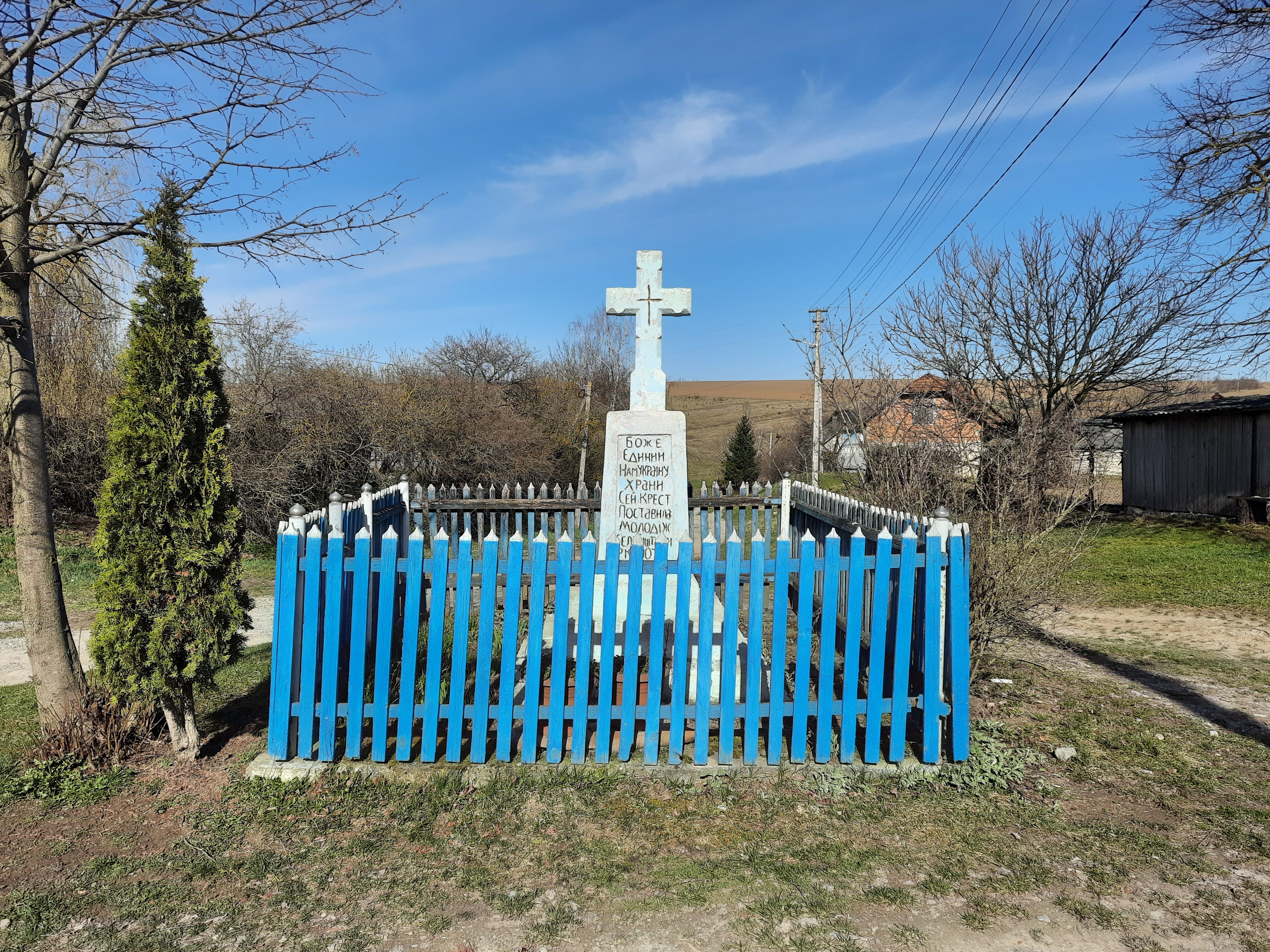
Памятний хрест, встановлений молодю села у 1907р
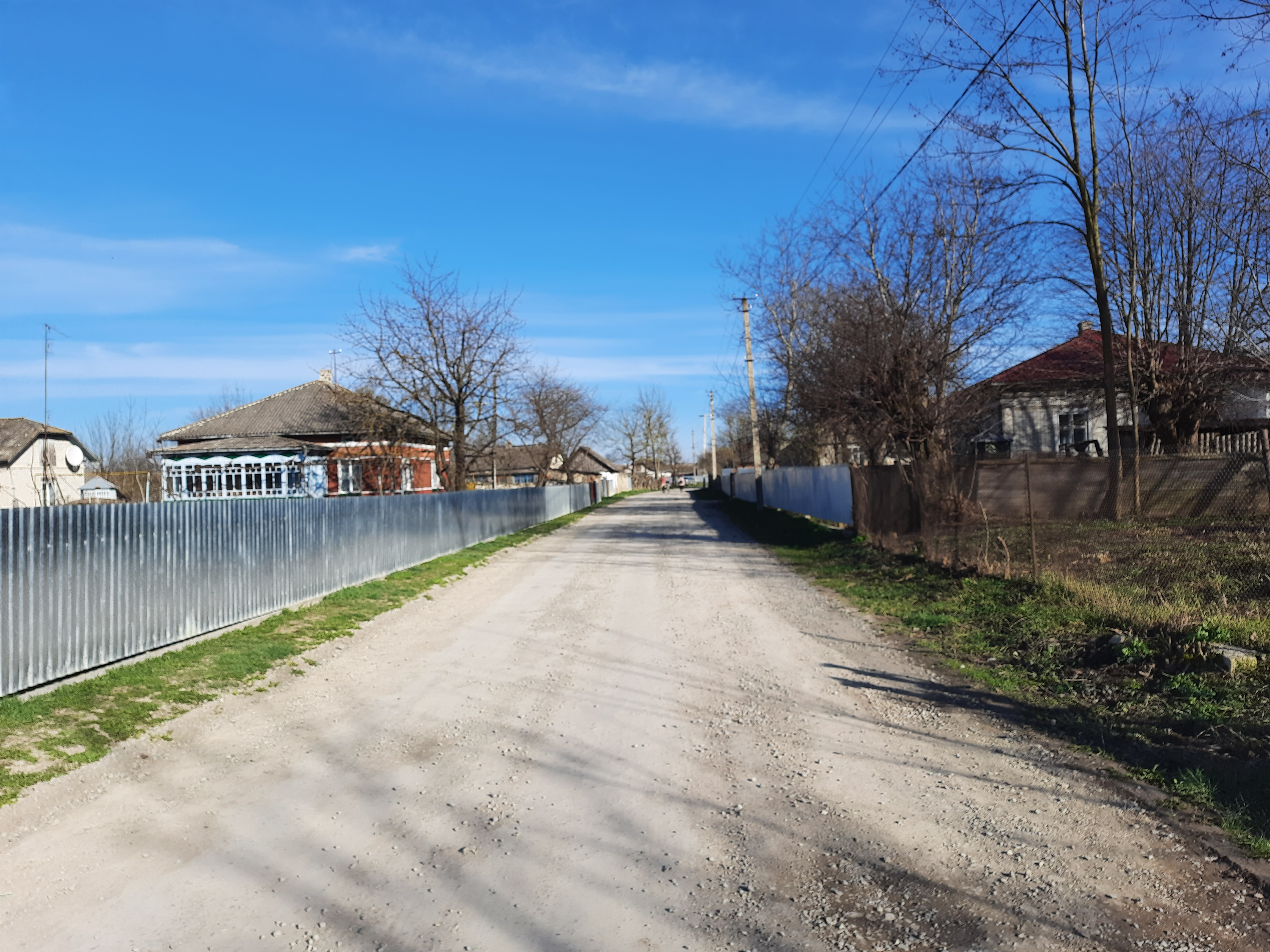
Сільська вулиця
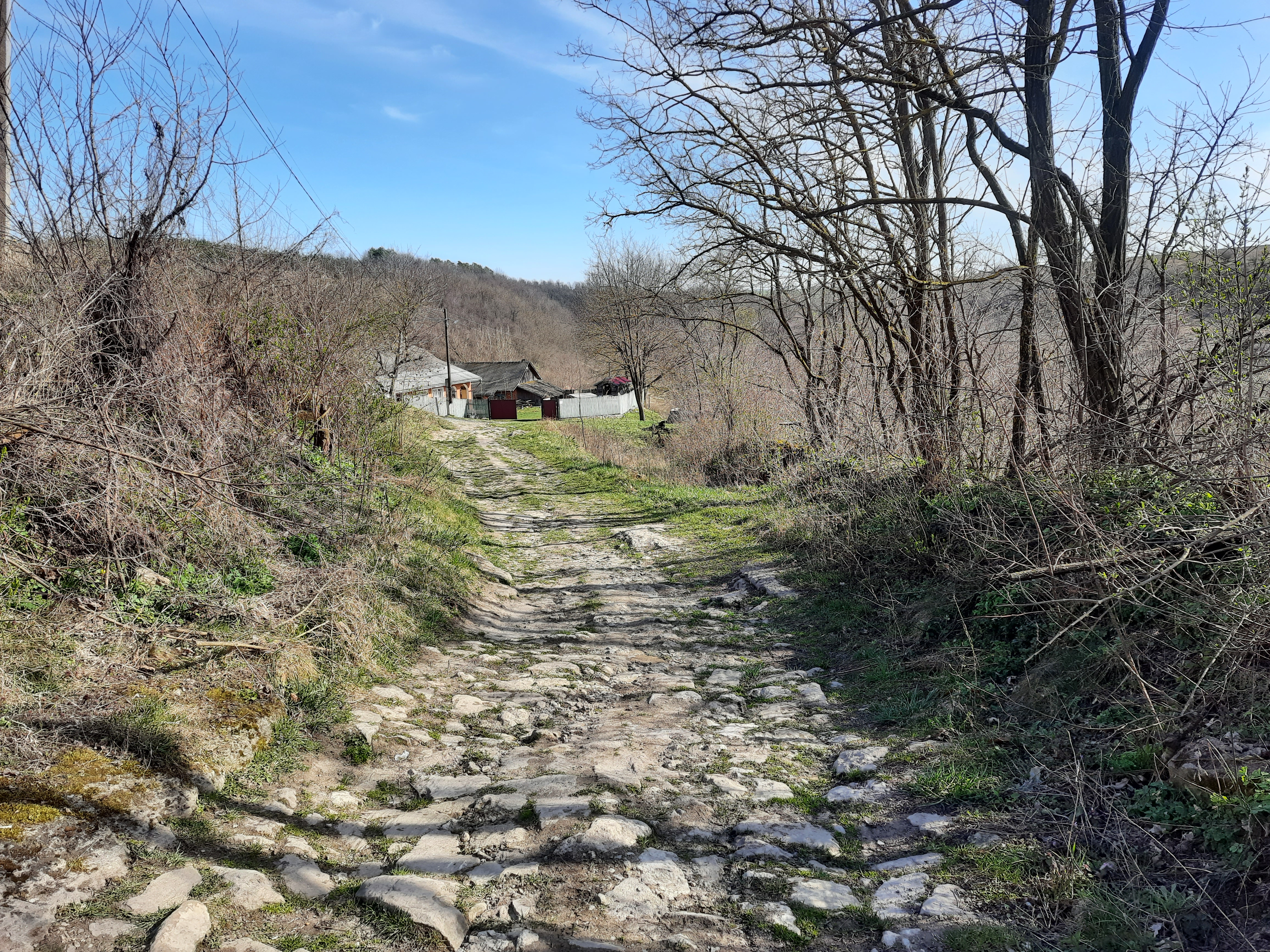
Стара кам'яна дорога
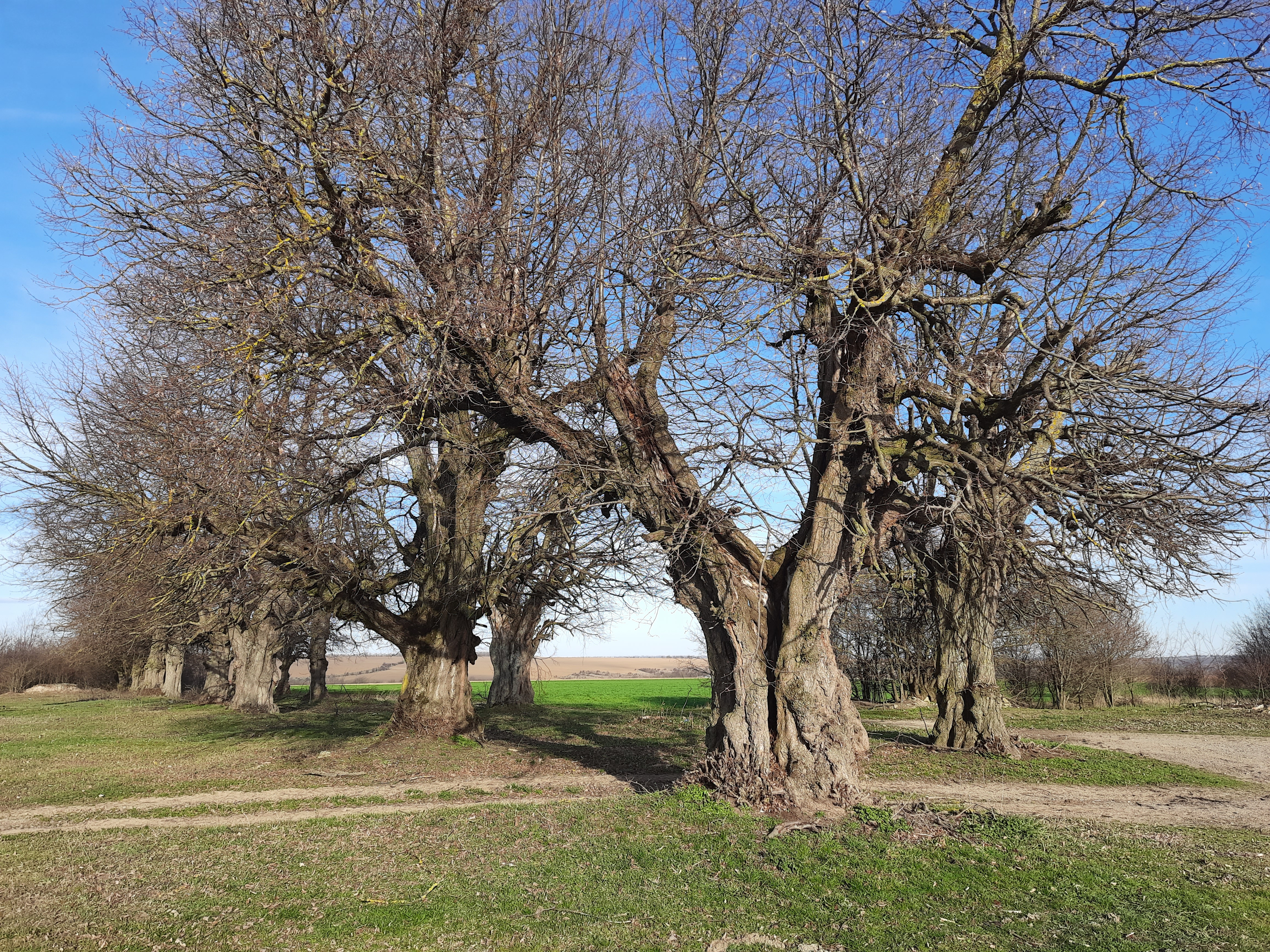
Стара липова алея